# 太平洋ニューカレドニア海兵歩兵連隊
太平洋ニューカレドニア海兵歩兵連隊（たいへいようニューカレドニア かいへいほへいれんたい、フランス語：Régiment d'infanterie de marine du Pacifique - Nouvelle-Calédonie、略称：RIMaP-NC）は、フランス領ニューカレドニアのヌメアに駐屯する、ニューカレドニア駐屯フランス軍（FANC）隷下のフランス陸軍海兵隊の歩兵連隊である。
兵種は歩兵、伝統的区分は海兵隊である。

## 沿革
- 1975年：太平洋ニューカレドニア海兵連隊が編成される。

## 最新の部隊編成
- 連隊本部
- 本部管理中隊
- 混成機甲中隊 - ERC 90
- 歩兵中隊（4か月交代） - VAB
- 落下傘歩兵中隊（4か月交代）
- ヌメア警備中隊（4か月交代）
- 整備中隊
- 総合地区中隊

### 定員
- 連隊の人員構成は、約1,490名。ただし、半数は他部隊からの交代勤務からなる。

## 連隊の任務
連隊は、フランスの海外県の主権確保、同地域の国民及び権益の保護、軍の海外展開における拠点として一定の整備能力及び環境適応訓練が実施できるようにすることである。
また、ニューカレドニア地域の若者のフランス国家への同化を促進する教育機関としての役割もある。

## 主要装備
- GIAT BM92-G1
- FA-MAS
- FR-F2
- AAT-F1
- AA-52
- 12.7mm重機関銃
- RTF1 120mm迫撃砲
- LLR 81mm迫撃砲
- ERYX
- ミラン
- ERC 90
- VAB
- P4
- TRM 2000
- TRM 4000